# Relations entre le Chili et Haïti
Les relations entre Chili et Haïti font référence aux relations diplomatiques entre la République du Chili et la République d’Haïti. Le Chili a une ambassade à Port-au-Prince. Haïti a une ambassade à Santiago. Les deux pays sont membres de l'Organisation des États américains. 

## Visites
En mars 2006, le président élu haïtien, René Préval, s'est rendu au Chili pour assister à la cérémonie d'investiture de la présidente chilienne, Michelle Bachelet. En juin 2006, la présidente Bachelet a rendu visite au président haïtien Préval. Bachelet s'est engagée à « continuer à offrir son soutien afin que chaque Haïtien ait une meilleure chance d'obtenir des soins de santé, une éducation et un logement. » Michelle Bachelet a été le premier chef d'État à se rendre en Haïti depuis la prise du pouvoir par Préval en mai. Mme Bachelet a indiqué qu'elle « discuterait avec Preval de la possibilité de maintenir les forces chiliennes dans le pays plus longtemps si nécessaire, affirmant qu'un Haïti stable était essentiel à la sécurité dans la région. »

## Relations politiques
En février 1973, le Chili a accordé la résidence temporaire à 15 exilés politiques haïtiens impliqués dans l'enlèvement de l'ambassadeur et du consul des États-Unis à Port-au-Prince en janvier de cette année-là,. En 1994, le Chili, ainsi que l'Uruguay et le Venezuela ont accepté de participer à la conclusion d'un accord de paix. Les dirigeants militaires d'Haïti ont approuvé l'initiative. 
En 1999, trois parlementaires haïtiens ont demandé l'asile politique au Chili. Ces parlementaires se sont réfugiés à l'ambassade du Chili,.

## Assistance chilienne
Dans le cadre de la réponse aux inondations de 2004, les troupes chiliennes ont été impliquées dans une force multinationale de 3 600 hommes, aux côtés de soldats américains, de soldats français et canadiens,. 
Des experts chiliens en recherche et sauvetage ont participé aux efforts de reconstruction à la suite du séisme qui a frappé Haïti en 2010,. Le commandant de l'armée chilienne, Rodrigo Vázquez, a dirigé les opérations de secours à la suite du séisme.

## Troupes chiliennes en Haïti
Le brigadier général chilien Eduardo Aldunate Herman était vice-commandant de la mission de maintien de la paix des Nations unies en Haïti. Le Chili a envoyé 650 soldats de la paix sur l'île dans le cadre de la mission de maintien de la paix des Nations unies. Javiera Blanco, membre de la Police nationale, a salué le travail des policiers chiliens en Haïti, et a déclaré : "Même si actuellement la présence clé de cette mission, qui est à moyen terme, est nécessaire, la sortie doit être préparée, étant donné que le pays (Haïti) doit assumer ces responsabilités et renforcer ses capacités pour faire ce que fait notre mission. " La police devrait se retirer d'Haïti en 2011.